# بيفرلي ماكينزي
بيفرلي ماكينزي (بالإنجليزية: Beverlee McKinsey)‏ هي ممثلة أمريكية. اشتُهرت بأدواها بمسلسلين من مسلسلات فترة الظهيرة. وكان الدور المعروف الأول لها ايريس كارينغتون ويلر في مسلسل عالم آخر (1972-1980).

## روابط خارجية
- بيفرلي ماكينزي على موقع IMDb (الإنجليزية)
- بيفرلي ماكينزي على موقع أول موفي (الإنجليزية)
- بيفرلي ماكينزي على موقع قاعدة بيانات برودواي على الإنترنت (الإنجليزية)
- بيفرلي ماكينزي على موقع قاعدة بيانات الأفلام السويدية (السويدية)
- بيفرلي ماكينزي على موقع قاعدة بيانات الفيلم (الإنجليزية)